# Sadus
I Sadus sono un gruppo thrash/death metal statunitense.

## Storia
I Sadus vennero fondati nel 1984 ad Antioch in California. Le prime canzoni erano basate da una forte influenza dagli Slayer, in seguito la band acquisì successo anche per mezzo del suo bassista e sessionman, Steve DiGiorgio.
Il nome Sadus venne suggerito nel 1985 da Rick Rogers, un amico dei componenti del gruppo, ispirandosi al romanzo Dune.

## Formazione

### Attuale
- Darren Travis - voce, chitarra (1984-2015,2017-presente)
- Steve DiGiorgio - basso, tastiere, voce addizionale (1984-2015,2017-presente)

### Ex componenti
- Rob Moore - chitarra (1984-1993)
- Jon Allen - batteria (1984-2015,2017-2024)

## Discografia

### Album in studio
- 1988 – Illusions
- 1990 – Swallowed in Black
- 1992 – A Vision of Misery
- 1997 – Elements of Anger
- 2006 – Out for Blood
- 2023 – The Shadow Inside

### Live
- 2015 – Live in Chile

### Raccolte
- 1997 – Chronicles of Chaos
- 2003 – DTP Demo 1986

## Videografia
- 2005 – Live in Santiago / Chile